# Monchiero
Monchiero – miejscowość i gmina we Włoszech, w regionie Piemont, w prowincji Cuneo.
Według danych na rok 2004 gminę zamieszkiwało 517 osób, 129,2 os./km².